# Federació d'Associacions Culturals de l'Aragó Oriental
La Federació d'Associacions Culturals de l'Aragó Oriental (FACAO) representa a una sèrie d'associacions federades que defensen que les modalitats lingüístiques de les seves localitats i comarques respectives són una llengua diferenciada del català. Aquest punt de vista s'oposa a l'opinió generalitzada entre els lingüistes (vegeu la secció Reconeixement de l'aragonès oriental com llengua), que les llengües de Franja de Ponent són dialectes del català.

## Orígens
Al principi la federació es va dir Coordinadora d'Associacions Culturals de les Comarques de l'Aragó Oriental, i va néixer a partir de l'agrupació de diferents associacions per a presentar davant la Comissió Especial de les llengües minoritàries d'Aragó de les Corts d'Aragó les seves posicions respecte al patrimoni lingüístic aragonès, a l'octubre de 1996. La Coordinadora es va compondre a partir de les següents associacions les quals compartien l'ideal comú que les modalitats lingüístiques de les seves respectives localitats i comarques no eren de filiació catalana sinó aragonesa.
| Associació/revista cultural       | Municipi (Comarca)           | Província |
| --------------------------------- | ---------------------------- | --------- |
| Amícs de Fraga                    | Fraga (Baix Cinca)           | Osca      |
| Foncense                          | Fonts (Cinca Medio)          | Osca      |
| El Palistroc                      | Sanui i Alins (Llitera)      | Osca      |
| La Voz de Llitera                 | Tamarit de Llitera (Llitera) | Osca      |
| Lo Timó                           | El Torricó (Llitera)         | Osca      |
| Jóvenes Ribagorçanos de Bellestar | Graus (Ribagorça)            | Osca      |
| Liga Ribagorçana                  | Graus (Ribagorça)            | Osca      |
| La Aurora                         | Estadella (Somontano)        | Osca      |
| Baish Aragó                       | Vall-de-roures (Matarranya)  | Terol     |
| Palau                             | Beseit (Matarranya)          | Terol     |
| Valderrobrense                    | Vall-de-roures (Matarranya)  | Terol     |
| Baix Matarranya                   | Faió (Bajo Aragón-Caspe)     | Saragossa |
| Matarranya                        | Maella (Bajo Aragón-Caspe)   | Saragossa |

La Coordinadora va presentar davant la Comissió de les Corts d'Aragó un manifest deixant constància de la seva postura i les seves aspiracions. A l'any següent la Coordinadora es va consolidar com a Federació d'Associacions Culturals de l'Aragó Oriental inscrivint-se en el registre d'Associacions Civils d'Aragó amb la seva nova denominació.

## Tesis lingüístiques, culturals i històriques

### Tesis soci-lingüístiques
- A Aragó ni es parla un suposat aragonès en alguns municipis altaragonesos ni el català a les comarques orientals, sinó modalitats lingüístiques aragoneses que deriven de l'antic romanç aragonès.
- La proposta actual d'una llengua aragonesa suposa un idioma artificial creat com a instrument polític al servei del nacionalisme aragonès i que exclou a tot l'Aragó oriental.
- El català és aliè a l'Aragó oriental, i el seu reconeixement oficial suposaria posar en risc la supervivència de les modalitats aragoneses d'aquesta àrea, a les quals FACAO denomina en el seu conjunt "aragonès oriental".
- Les modalitats lingüístiques de l'est de l'Aragó són equiparables i tan aragoneses com les pirinenques (cheso, chistabino, patués, etc.).
- El 1995, la Universitat de Saragossa per encàrrec del Govern d'Aragó va dur a terme un Estudi sociolingüístic de la Franja Oriental d'Aragó a la pregunta "Del nom del parlar de la seva localitat" el 47% va respondre chapurreau, el 32% conforme al gentilici de la seva localitat, l'11% va utilitzar altres denominacions (patuès, aragonès, valencià, ...) i un 10% el va denominar català.
- En l'anterior estudi també es va preguntar sobre la cooficialitat del català a la Franja de Ponent, a la qual el 75% es va manifestar el seu rebuig.

### Tesis històriques
FACAO parteix de la tesi que a l'edat mitjana es parlaven distintes llengües romanços similars a la Corona d'Aragó, durant els segles esdevenidors tant el valencià com el català esdevindrien en llengües cultes, situació que no es donaria en Aragó a causa de la difusió i consolidació del castellà com llengua culta i pública. En mancar les modalitats aragoneses de gramàtica, sintaxi, ortografia, etc., pròpies per a instituir-se com a llengua culta, a les modalitats de l'est d'Aragó se'ls pretendria assimilar a la norma culta catalana, la qual cosa podria provocar un lingüicidi, si bé aquestes modalitats el que necessiten no és una norma aliena sinó una pròpia.
- Asociaciones culturales defienden sus tesis sobre el origen del aragonés Arxivat 2007-09-27 a Wayback Machine. (Diario del Altoaragón)

### Àmbit territorial
L'àmbit lingüístic que proposa FACAO per a l'aragonès oriental no es limita al comprès pels dialectes del català en la zona oriental d'Aragó, també inclou el ribagorçà, generalment considerat com un conjunt de parles de transició.

### Proposta d'ortografia
- Ortografia de l'Aragonès Oriental Arxivat 2007-09-27 a Wayback Machine.

## Concursos literaris
Amb l'objectiu de crear el primer precedent de tradició escrita en "aragonès oriental" segons les recents normes creades per FACAO, aquesta creà un concurs literari per a relats escrits en les modalitats lingüístiques de l'Aragó Oriental. Al concurs se li va donar el nom de "Roberto G. Bayod Pallarés", jurista i historiador, defensor de les tesis lingüístiques de l'aragonès oriental. També va ser alcalde de Belmonte de San José (província de Terol). Actualment el concurs ja ha arribat a la seva cinquena edició, a continuació es detalla en una taula qui han estat els premiats i amb quins relats: 
- Concurs Literari en Aragonés Oriental "Roberto G. Bayod" (Concúrs Lliterari n'Aragonés Oriental "Roberto G. Bayod")

| Edició (data)           | Indret                 | I Premi                                                                | II Premi                                                                       | III Premi                                                                                                  |
| ----------------------- | ---------------------- | ---------------------------------------------------------------------- | ------------------------------------------------------------------------------ | --- |
| V edició (16-12-2006)   | Vall-de-roures         | Obra: "Lo destino d'un ome" Autor: Luis Borrás Dolz (El Torricó)       | Obra: "Furta-Peras" Autor: Luisón de Fierro (Graus)                            | Obra: "Un canto a mi amor" Autora: Concha Rodes Roché (Mequinensa)                                         |
| IV edició (03-12-2005)  | El Torricó             | Obra: "Detrás d'un espill crebat" Autor: Luis Borrás Dolz (El Torricó) | Obra: Julio, lo incorrechible Autor: Raúl Vallés Labanda (La Canyada de Beric) | Obra: Corrén cam a trabés per La Llitera. ¡Anem a Fondols! Autor: Julián Naval Fuster (Tamarit de Llitera) |
| III edició (27-11-2004) | Vall-de-roures         | Obra: Sopa de lletres Autor: Jorge Borrás Frago (El Torricó)           | Obra: Lo radé biache Autor: Raúl Vallés Labanda (La Canyada de Beric)          | Obra: Relatos Autor: Julián Naval Fuster (Tamarit de Llitera)                                              |
| II edició (24-04-2003)  | Sant Esteve de Llitera | Obra: Autor: Raúl Vallés Labanda (La Cañada de Verich)                 | Obra: Autor: Antonio Rius (Albelda)                                            | Obra: Autor: Jorge Borrás Frago (El Torricó)                                                               |
| I edició (2002)         |                        |                                                                        |                                                                                | |

## Participació en esdeveniments lingüístics i culturals
FACAO ha participat en diferents esdeveniments de caràcter lingüístic i cultural, principalment en els vinculats al secessionisme lingüístic valencià. En un àmbit més reduït ha participat en diferents esdeveniments aragonesos, i sobretot, d'àmbit local.
- II Congrés de Llengua Valenciana -en qualitat de convidats- (26,27 i 28 de novembre de 2003)
- XII Fira del Llibre Aragonès (galeria d'imatges) Arxivat 2008-04-12 a Wayback Machine. (Montsó -Osca-, 8, 9 i 10 de desembre de 2006)

## Reconeixement de l'aragonès oriental com llengua

### Segons les institucions acadèmiques
Dinou acadèmics de les acadèmies de la Història i de la Llengua Espanyola van signar un document a títol personal, no aprovat pels plens d'ambdues acadèmies, en el qual s'esmenta el català de la Franja, però no delimita en quines poblacions es parla el català:
| « | Els signants, membres de les Acadèmies Espanyola i de la Història, havent conegut la peculiar controvèrsia que durant mesos passats s'ha fet pública en diversos òrgans de premsa valencians, sobre origen de la llengua parlada en la major part de les comarques del País Valencià, i a petició de persones interessades que donem a conèixer la nostra opinió sobre aquest assumpte, científicament aclarit des de fa molts anys, vam desitjar expressar, d'acord amb tots els estudiosos de les llengües romàniques: Que el valencià és una variant dialectal del català. És a dir, de l'idioma parlat a les illes Balears, a la Catalunya francesa i espanyola, a la franja d'Aragó, a la major part del País Valencià, al Principat d'Andorra i a la ciutat sarda de Alguer. Per tot això, ens causa sorpresa veure aquest fet posat públicament en dubte i encara asprament impugnat, per persones que clarament utilitzen els seus propis prejudicis com font d'autoritat científica, mentre pretenen ridiculizar i fins i tot insultar a personalitats que, per la seva sencera labor, mereixen el respecte de tots i en primer lloc el nostre. Es fa fàcil suposar que després d'aquestes posicions negatives s'oculten consideracions i propòsits que en gens no es relacionen amb la veritat d'un fet suficientment clar per a la filologia i per a la història. És culturalment aberrant tot intent -com el que contemplem- de desmembrar el País Valencià de la comunitat idiomàtica i cultural catalana, per la qual, com escriptors i intel·lectuals espanyols, no tenim sinó respecte i admiració, dintre del qual el País Valencià ha tingut i té un lloc tan rellevant. Dámaso Alonso, Jesús Pabón, Antonio Buero Vallejo, Tomás Navarro, Pedro Laín Entralgo, José María Pemán, Vicente Aleixandre, Fernando Lázaro Carreter, Alonso Zamora Vicente, Salvador de Madariaga, Marquès de Lozoya, Miquel Batllori, Camilo José Cela, Rafael Lapesa, Manuel Alvar i José Antonio Maravall. | » |

Els acadèmics consideren que a la Franja de Ponent es parla català, però no delimiten en quines localitats. En obres individuals d'aquests acadèmics es llegeix que el parla oriental de la zona aragonesa és una parla de frontera, fronterera entre Aragó i Catalunya i la majoria d'ells han escrit en les seves aportacions científiques que és una parla fronterera, de transició entre la llengua aragonesa i la llengua catalana (vegeu els manuals de Rafael Lapesar Melgar, Historia de la Lengua Española, Alonso Zamora Vicente, Dialectología Española, i Manuel Alvar López, El dialecto aragonés i Estudios sobre el dialecto aragonés)
La Promotora Española de Lingüística considera català (varietat nord-occidental) les parles de la Franja de Ponent. Ethnologue, encara que no indica que es parli català a Aragó, a l'hora de llistar els municipis d'Aragó on es parla aragonès, no inclou els de la Franja.

### Segons les institucions públiques
D'altra banda tant en l'anterior com actual Estatut d'Aragó no es fa cap esment al català però tampoc a llengua aragonesa ni a l'aragonès oriental, es limita a parlar de llengües i modalitats sense citar ni concretar-les. A l'article 7 de l'estatut es diu:
| « | Les llengües i modalitats lingüístiques pròpies de Aragó gaudiran de protecció. Es garantirà el seu ensenyament i el dret dels parlants en la forma que estableixi una llei de Corts d'Aragó per a les zones d'utilització predominant d'aquelles. | » |

En 2001, el govern de coalició PSOE-PAR va promoure la Llei de llengües d'Aragó. Aquesta llei era conseqüència del dictamen d'una comissió especial d'estudi de les Corts d'Aragó sobre la política lingüística a Aragó, que va oferir les seves conclusions al novembre de 1997. En les seves conclusions, s'al·ludia explícitament a l'existència a Aragó de tres llengües: el castellà, l'aragonès i el català ("empleat en forma de varietats locals diverses com a instrument habitual de comunicació eminentment oral a les zones limítrofes amb Catalunya, zona compacta constituïda per la Ribargorça, La Llitera, el Baix Cinca i part del baix Aragó saragossà i turolenc")
La llei no va ser finalment tramitada, però en el seu annex II es llisten els municipis que es declaren d'utilització predominant del català normalitzat: 

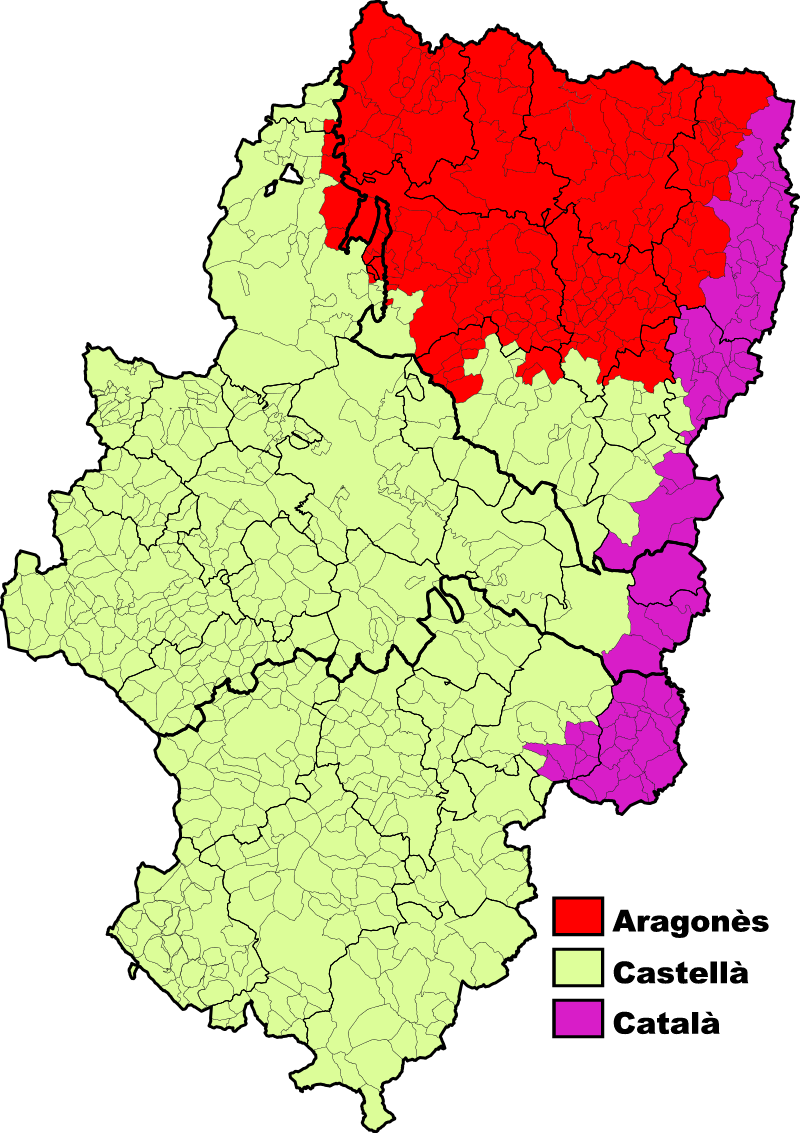
En color lila, l'Aragó catalanòfon segons l'Avantprojecte de la Llei de llengües.

- Província d'Osca: Albelda, El Campell, El Torricó, Areny de Noguera, Sanui i Alins, Baells, Valldellou, Benavarri, Bonansa, Camporrells, Castigaleu, Castellonroi, Estopanyà, Fraga, Isàvena, Lascuarre, Les Paüls, Monesma i Queixigar, Montanui, Peralta i Calassanç, El Pont de Montanyana, Sant Esteve de Llitera, Sopeira, Tamarit de Llitera, Tolba, Tor-la-ribera, Torrent de Cinca, Vilella de Cinca, Vensilló, Beranui, Viacamp i Lliterà i Saidí.
- Província de Terol: Aiguaviva de Bergantes, Arenys de Lledó, Beseit, Bellmunt de Mesquí, Calaceit, La Canyada de Beric, La Sorollera, La Codonyera, Cretes, Fórnols de Matarranya, La Freixneda, Fondespatla, La Ginebrosa, Lledó d'Algars, Massalió, Mont-roig de Tastavins, Pena-roja, La Portellada, Ràfels, Torredarques, La Torre del Comte, Torrevelilla, Vall-de-roures, La Vall de Tormo i Valljunquera.
- Província de Saragossa: Favara, Faió, Maella, Mequinensa i Nonasp.

### Partidaris
Associacions culturals 
El fet que en altres comunitats autònomes espanyoles es doni una guerra de la llengua de naturalesa semblant ha provocat que els detractors de la unitat de la llengua catalana actuïn plegats i estiguin coordinats, per això, FACAO rep suport i reconeixement dels seus treballs i tesis lingüístiques, culturals i històriques per part d'agrupacions, associacions, etc. sorgides a partir del conflicte lingüístic valencià, encara que cal matisar que el debat lingüístic a l'Aragó Oriental no arriba a les mateixes dimensions que en la Comunitat Valenciana.
- Associació Cultural Cardona Vives[8] (Castelló de la Plana)
- Grup Cultural Ilicità Tonico Sansano[9]
- Federacio Coordinadora d'Entitats Culturals del Regne de Valencia[10]
- Plataforma en Defensa de Sa Llengo Balear
- Acadèmi de sa Llengo Baléà[11]

Moviments socio-polítics i partits polítics 
També reben el suport i reconeixement de partits polítics minoritaris principalment provinents del regionalisme i nacionalisme aragonès i el blaverisme valencià, en la seva majoria sense representació parlamentària, encara que algun d'ells tenen regidors en diferents municipis dels seus respectives comunitats autònomes: 
- Federació d'Independents d'Aragó[12]
- La Voz Independiente de Aragón[13]
- Unió d'es Poble Baléà
- Unió Valenciana
- Coalició Valenciana
- CDL
- CDS
- Partit Aragonès, respecte al projecte de llei de llengües ha mostrat reticències per a evitar tensions en alguns sectors del partit
- Partit Popular, oposat a la llei de llengües